# Stanisława Horodyńska
Stanisława Horodyńska z domu Jakubowska  ps. Staszka Marta Łucja Jura (ur. 19 listopada 1899 w Schodnicy, zm. 10 listopada 1979 w Warszawie) – kapitan, uczestniczka Powstania warszawskiego, kurierka ZWZ, działaczka harcerska,  urzędniczka, dama Orderu Virtuti Militari.

## Życiorys
Stanisława Topór-Jakubowska urodziła się 19 listopada 1899 w Schodnicy, pow. Drohobycz, woj. Lwowskie w rodzinie górnika Michała i Marii.  Miała rodzeństwo: trzech braci oraz siostrę. Uczennica szkoły powszechnej we Lwowie w której w 1911 wstąpiła do harcerstwa. Podczas trwającej I wojny światowej w 1915 wstąpiła do Ligi Kobiet uczęszczając wówczas do Gimnazjum im. Narcyzy Żmichowskiej. W Lidze była jedną z założycielek kółka samopomocowego młodzieży z ramienia którego podejmowała pracę w Gospodzie Legionistów oraz innych jej placówkach. W 1917 uzyskała maturę, a następnie do 1919 studiowała w Wiedniu na Akademii Eksportowej. Podczas studiów działała w organizacjach „Ognisko” i „Strzecha” oraz prowadziła akcję pomocy w miejskich szpitalach dla rannych legionistów. Do Lwowa powróciła w 1920, gdzie uzupełniała wykształcenie podejmując równocześnie pracę w różnych przedsiębiorstwach we Lwowie i Drohobyczu. W 1922 rozpoczęła studia na Wydziale Humanistycznym Uniwersytetu Jana Kazimierza. Pracując i studiując czynnie działała w harcerstwie, w którym pełniła do 1924 w Lwowskim Hufcu funkcję komendantki. W 1927 uzyskała absolutorium, a w 1932 uwieńczone doktoratem filozofii w zakresie filologii polskiej i etnografii. W 1928 przeniosła się do Drohobycza, gdzie zaczęła pracować zawodowo. W 1938 wystąpiła do Komitetu Krzyża i Medalu Niepodległości o przyznanie jej odznaczenia, ale wniosek został odrzucony. W 1939 powróciła do Lwowa.
Po rozpoczęciu wojny, od 12 września 1939 zaczęła działać w oddziałach harcerskiej pomocniczej służby w obronie Lwowa, natomiast w październiku dołączyła do Polskiej Organizacji Walki o Wolność (później ZWZ-AK), będąc równocześnie czynną uczestniczką komórki o kryptonimie „Bociany”, która działała przy parafii św. Marii Magdaleny, w której pomagała przy przerzutach polskich oficerów na Węgry i do Rumunii oraz przy wyrabianiu fałszywych dokumentów. Działania komórki skończyły się w kwietniu 1940, ponieważ NKWD aresztowało proboszcza tej parafii. Pod pseudonimami „Staszka”, „Marta”, „Łucja” pełniła w ZWZ funkcję kurierki na Węgry i Rumunię Komendy Obszaru Południowo-Wschodniego wykonując jednocześnie pracę zarobkową w ukraińskich firmach. Od października 1941 do wiosny 1942 była sekretarką ppłk. M. Dobrzańskiego ps. „Leon”, który pełnił obowiązki szefa sztabu Komendy Obszaru. Później w tej Komendzie pełniła funkcję szefa OV „K” (łączności konspiracyjnej). Pełniąc tę funkcję wykorzystywała swoje liczne kontakty, zwłaszcza harcerskie, uruchomiła obszarową łączność i kolportaż. W 1942 prawdopodobnie wyszła za mąż i wkrótce owdowiała. W styczniu 1943 wyjechała do Warszawy ponieważ mogła zostać aresztowana, a tam jako „Jura” objęła kierownictwo komórki łączności z zachodnimi terenami kraju noszącej krypt. „Dworzec Zachodni”, Oddziału V KG AK, a pod koniec 1943 przejęła stanowisko kierowniczki poczty głównej dowódcy AK, krypt. „PKO II” i „Rebeka II”. Do jej obowiązków należało m.in. organizowanie odpraw dowódcy AK z komendantami Obszarów i Okręgów z terenu Generalnego Gubernatorstwa i ziem wcielonych do Rzeszy oraz utrzymywanie łączności z tymi Okręgami.
W styczniu 1945 przedostała się do brata mieszkającego w Lublinie. Tam podjęła pracę w szpitalu, najpierw na terenie byłego obozu zagłady na Majdanku, potem w Okręgowym Szpitalu Wojskowym Nr 2. 1 kwietnia 1945 została zdemobilizowana, a w czerwcu zaczęła pracować w Warszawie w Ministerstwie Żeglugi i Handlu Zagranicznego. Była dyskryminowana i dlatego kilkakrotnie zmieniała pracę. Do momentu przejścia w 1965 na emeryturę pracowała kolejno: w Akademii Medycznej, Komitecie Biochemii PAN, Głównym Urzędzie Miar oraz Ośrodku Informacji Ekonomicznej Polskiej Izby Handlu Zagranicznego. Przez cały okres swojej pracy należała do związków zawodowych pracowników wymienionych instytucji. Na emeryturze była zatrudniona na pół etatu w administracji Teatru Ateneum, ale zachorowała i w 1971 musiała zrezygnować z tej pracy. Zaprzestała również działać społecznie, którą prowadziła w osiedlu mieszkaniowym, w charakterze przewodniczącej Komisji Społeczno-Wychowawczej Rady Osiedla i wiceprzewodniczącej Komitetu Kolonijnego. Od 1965 należała do ZBoWiD, w którym działała społecznie w dziale socjalnym Zarządu Głównego.
Zmarła 10 listopada 1979 w Warszawie, a pochowana została na Cmentarzu Wawrzyszewskim.

## Ordery i odznaczenia
- Krzyż Srebrny Orderu Virtuti Militari − Rozkaz Komendy Obszaru Ziem Południowo-Wschodnich AK nr 95 z 11 listopada 1942[7]
- Krzyż Walecznych − dwukrotnie, w 1941 i w 1944
- Złoty Krzyż Zasługi z Mieczami − 1945